# Aiptasia saxicola
Aiptasia saxicola is een zeeanemonensoort uit de familie Aiptasiidae.
Aiptasia saxicola is voor het eerst wetenschappelijk beschreven door Andrès in 1881.